# Становець
Станове́ць —  село в Україні, в Закарпатській області, Хустському районі. Входить до складу Драгівської сільської громади.
В селі, у відслоненнях другої надзаплавної тераси правого берега ріки Тереблі, знайдено сліди поселення епохи раннього палеоліту (100—150 тисяч років тому).
У селі є Свято-Успенська церква.